# Золота пташка
Золота пташка (нім. Der goldene Vogel) — казка зі збірки братів Грімм «Дитячі та сімейні казки» (1812). Опублікована під номером 57. Розповідає про трьох синів, які вирушають на пошуки золотої пташки. 
Згідно з класифікацією казкових сюжетів Аарне-Томпсона має номер 550: «Пташка, кінь та принцеса» .

## Сюжет
Король виявляє, що що щовечора в саду зникає одне з його золотих яблук. Щоб розгадати цю таємницю, він посилає своїх трьох синів на варту. Старший і середній сини засинають під час варти, а молодший помічає золоту пташку, яка краде яблука. Юнак пускає у неї стрілу і одне з пір'їнок пташки падає на землю. Король, зачарований красою пера, посилає своїх синів шукати всю пташку.
Старший і середній син не слухаються мудрої поради лиса, якого зустрічають на своє му шляху, тільки лише молодший дослухається до його поради і за його допомогою натрапляє на замок, де й знаходить золоту пташку. Після низки важких випробувань, молодший син отримує не лише пташку, але й золотого коня і прекрасну королівну. Однак старші брати, заздрячи його успіхам, кидають його в колодязь і самі забирають його здобич додому до свого батька.
Завдяки допомозі лиса юнак виривається з пастки і повертається додому під виглядом жебрака. Коли правда розкривається, старших братів карають, а молодший син одружується з королівною та стає спадкоємцем короля. Наприкінці також виявляється, що лис є зачарованим принцом, якого юнак звільняє від закляття, виконавши його останнє прохання — відрубавши йому голову і лапи. Лис первтілюється в гарного юнака, брата прекрасної королівни. Відтоді всі живуть довго і щасливо.